# Lispe binotata
Lispe binotata är en tvåvingeart som först beskrevs av Becker 1914.  Lispe binotata ingår i släktet Lispe och familjen husflugor. Inga underarter finns listade i Catalogue of Life.